# Bubaloceras
Bubaloceras är ett släkte av fjärilar. Bubaloceras ingår i familjen fransmalar.
Kladogram enligt Catalogue of Life:
| Bubaloceras | \| \| Bubaloceras pritchardiae \| \| \| \| \| \| Bubaloceras subeburneum \| \| \| \| |
|             | \| \| Bubaloceras pritchardiae \| \| \| \| \| \| Bubaloceras subeburneum \| \| \| \| |
|             | Bubaloceras pritchardiae                                                             |
|             |                                                                                      |
|             | Bubaloceras subeburneum                                                              |
|             |                                                                                      |